# Ormond Beach
Ormond Beach – miasto w Stanach Zjednoczonych, w stanie Floryda, w hrabstwie Volusia.